# إيبرهارد ويبر
إيبرهارد ويبر (بالألمانية: Eberhard Weber)‏ هو عازف جاز وملحن ألماني، ولد في 22 يناير 1940 في شتوتغارت في ألمانيا.

## وصلات خارجية
- الموقع الرسمي
- إيبرهارد ويبر على موقع IMDb (الإنجليزية)
- إيبرهارد ويبر على موقع ميوزك برينز (الإنجليزية)
- إيبرهارد ويبر على موقع إن إن دي بي (الإنجليزية)
- إيبرهارد ويبر على موقع أول ميوزيك (الإنجليزية)
- إيبرهارد ويبر على موقع ديسكوغز (الإنجليزية)